# Zoma
Zoma là một chi nhện trong họ Theridiosomatidae.

## Các loài
- Zoma dibaiyin Miller, Griswold & Yin, 2009[4] – China
- Zoma fascia Zhao & Li, 2012[5] – China
- Zoma zoma Saaristo, 1996[3] – Seychelles